# Paolo Guerra
Paolo Guerra (Modena, 26 dicembre 1949 – Modena, 5 febbraio 2020) è stato un produttore teatrale e produttore cinematografico italiano, fondatore della casa di produzione e management Agidi.

## Biografia

### Gli anni settanta
Si laurea all'Università degli Studi di Modena nel 1976 in Economia e Commercio con 110 e lode, con una tesi sull'evoluzione economica dell'Emilia-Romagna dal 1945 agli anni settanta.
Fin da giovanissimo si interessa di musica dal vivo, sia come esecutore seppure non professionista, che – soprattutto - come coordinatore di iniziative, collaborando con l'ARCI. All'interno dell'ARCI progetta e realizza il Centro Programmazione Spettacoli (Cipiesse), con sede a Bologna, del quale è per anni responsabile nazionale. La struttura aveva l'intento prioritario di gestire e incentivare la distribuzione degli spettacoli dal vivo - ma anche di mostre itineranti e altre iniziative - alle feste dell'Unità sparse per tutto il territorio nazionale, oltre che a Feste dell'Avanti ed a molte altre iniziative locali (come le Estati di piazza dei Comuni o le attività dei privati). La direzione di Guerra collabora coi maggiori promoter italiani per la gestione di grandi tour (Dalla-De Gregori, Patti Smith, De Andrè con PFM, Lou Reed, Spandau Ballet, Edoardo Bennato, Gianna Nannini, i Kraftwerk, Roberto Benigni, Battiato, Eugenio Bennato con Musicanova, Guccini, Giorgio Gaslini, Severino Gazzelloni, Living Theatre, Nuovo Canzoniere Italiano), anche su proprie iniziative autonome di distribuzione.

### Dagli anni ottanta al 2020
Nel 1981, assieme ad altri operatori dello spettacolo, progetta la fondazione di una nuova struttura, la Agidi, management autonomo, attivo sul mercato, con l'obiettivo di produrre e distribuire spettacoli propri, rendendosi indipendente rispetto ad eventuali indirizzi o richieste proveniente da realtà politiche locali e nazionali, pur continuando comunque ad interagire con esse. Segue un percorso professionale autonomo, mantenendo comunque i rapporti con l'ambito pubblico. Nei primi anni di vita, la Agidi cura rassegne musicali per conto del Comune di Modena e apre in città un circolo culturale, l'Archimede, attivo tra 1984 e 1986, dotato di palcoscenico e strutture tecnologiche innovative.
Inizialmente opera quasi esclusivamente nel settore musicale, occupandosi della produzione (anche discografica) e distribuzione degli spettacoli di artisti come Enzo Jannacci, Enrico Ruggeri, Skiantos, Siouxsie and The Banshees, i Lounge Lizards di John Lurie e Steve Piccolo, i Rip Rig & Panic di Neneh Cherry, Echo and the Bunnymen, A Certain Ratio, Nico.

#### Teatro
È soprattutto la lunga collaborazione con Jannacci a dare notevoli risultati artistici e di produzione, sia con alcuni dischi di grande notorietà, ma principalmente con gli spettacoli dal vivo: è infatti proprio grazie all'iniziativa ed ai suggerimenti di Guerra che Jannacci si esibisce per la prima volta in concerti dal vivo, fino ad allora mai eseguiti, ed affronta, con l'organizzazione di Agidi, lunghi tour di successo tra il 1981 ed il 1992. In occasione di uno di questi tour, si inaugura in Italia l'esperienza dello spettacolo musicale o teatrale in tournée col tendone da circo (ben 5.000 posti, montato ad ogni debutto), assai utile per risolvere i cronici problemi di carenza di spazi concertistici in diverse zone d'Italia.
Dal 1986 in poi avvia una stretta collaborazione con uno dei maggiori talenti della scena di quel periodo: Paolo Rossi, di cui Guerra comprende le grandi potenzialità e che mette per molti anni in condizione di lavorare con massima libertà creativa, e produrre alcune delle sue opere teatrali migliori, con importanti riconoscimenti di critica e pubblico (tra gli altri, Il circo di Paolo Rossi, Rabelais, Romeo & Juliet–serata di delirio organizzato, Questa sera si recita Molière, Il Signor Rossi e la Costituzione, Il Signor Rossi contro l'Impero del male).
Con Paolo Rossi come protagonista, per la televisione Paolo Guerra realizza due trasmissioni che si impongono all'attenzione generale per originalità di struttura e di contenuti: Su la Testa (1992) su Rai3 e Scatafascio (1997) su Italia1, destinate, tra l'altro, a “lanciare” presso il grande pubblico televisivo, oltre allo stesso Rossi già molto seguito ed amato in ambito teatrale, anche altri artisti di futura grande notorietà. Tra questi, il trio Aldo, Giovanni e Giacomo, di cui Guerra intuisce subito le notevoli doti comiche, avviando nel 1995 una salda collaborazione che ha portato alla realizzazione di grandissimi successi teatrali, televisivi e cinematografici, tra i maggiori mai registrati in Italia da sempre. Per il teatro, ricordiamo I Corti, in tour dal ‘95 per tre stagioni con un vero e proprio record di presenze; Tel chi el telùn (1999), tutto esaurito per due mesi a Milano, seguita dalla trasmissione televisiva prodotta da Guerra per Canale 5 Aldo Giovanni e Giacomo Show; Anplagghed (2006/07), che ha toccato 28 città con quasi 300.000 presenze in 121 serate; Ammutta muddica (2012/13) con la sua interminabile e continua serie di tutto esaurito in ognuna delle 15 città toccate.

#### Cinema
Nel cinema Paolo Guerra, come Produttore, ottiene i suoi più rilevanti risultati, producendo nel 1997 il primo film scritto e diretto da Aldo Giovanni e Giacomo con Massimo Venier: Tre uomini e una gamba, che si rivela il caso cinematografico di quegli anni, con oltre 45 miliardi di lire di incasso e che viene candidato ai David di Donatello come miglior opera prima. Seguono nel 1998 Così è la vita; nel 2000 Chiedimi se sono felice, decimo film più visto di sempre in Italia; nel 2002 La leggenda di Al, John e Jack che segna un momento di maturazione notevole nel percorso di Guerra come produttore, con l'esperienza diretta delle riprese a New York, per una pellicola che nasce come nostalgico vagheggiamento dei vecchi film di gangster da parte di Aldo Giovanni e Giacomo; nel 2004 Tu la conosci Claudia?; nel 2006 Anplagghed al cinema in cui Guerra propone l'esperimento di uno spettacolo dal vivo trasformato in film in alta definizione e distribuito regolarmente nella stagione cinematografica per oltre due mesi; nel 2008 Il cosmo sul comò; nel 2010 La banda dei Babbi Natale, premiato col biglietto d'oro dell'Associazione Nazionale Esercenti Cinema; nel 2013 Ammutta muddica al cinema, programmato nelle sale per un solo giorno creando un vero e proprio evento cinematografico. Nel 2014 produce Il ricco, il povero e il maggiordomo, il film più visto delle festività natalizie.
Ne La banda dei Babbi Natale compare, come protagonista femminile, un'altra attrice prodotta da circa vent'anni da Guerra, Angela Finocchiaro, notissima e molto apprezzata da pubblico e critica per la sua bravura e versatilità che le consente di risultare indimenticabile in ruoli sia comici che drammatici. Vincitrice di due David di Donatello come Miglior Attrice non protagonista (nel 2006 con La bestia nel cuore di Cristina Comencini e 2007 con Mio fratello è figlio unico di Daniele Luchetti) e di molti altri premi, Angela Finocchiaro è prodotta da Guerra, ed i suoi spettacoli distribuiti dalla Agidi, fin dai primi anni novanta. Nella stagione teatrale 2015-2016, Guerra propone per Angela Finocchiaro l'assoluta novità di uno spettacolo che prevede attorno a lei una numerosa compagnia, mettendo in scena l'edizione italiana del famoso testo teatrale (e film) inglese "Calendar Girls", realizzato dalla AGIDI in co-produzione con Enfi Teatro.

#### Altre collaborazioni
Il grande pubblico di popolari trasmissioni degli ultimi anni (come Zelig, Mai dire Gol, Domenica in, Mai dire domenica, Crozza Italia, Che tempo che fa, Ballarò, Parla con me, Report, Scherzi a parte, Masters of Magic, Buona la prima ed altre) ha avuto modo di conoscere ed apprezzare, oltre ai già citati Aldo Giovanni e Giacomo e Angela Finocchiaro, altri Artisti prodotti – a partire dagli anni novanta - da Paolo Guerra, come Raul Cremona e Paolo Hendel. Raul Cremona è molto noto al grande pubblico per particolarissimi personaggi di mago/imbonitore/musicista/attore, portati con gran successo in televisione ed in teatro, come Mago Oronzo, Omen, Silvano il mago di Milano, Jacopo Ortis, mentre Paolo Hendel si divide tra cinema (ad esempio in film di successo come alcuni di Pieraccioni), teatro e soprattutto televisione, dove alcuni suoi grotteschi personaggi satirici, come Carcarlo Pravettoni, presentati in vari programmi, hanno avuto ed hanno tuttora notevole seguito.
Accanto a questi artisti, con cui la collaborazione di Guerra dura da moltissimi anni, molti altri sono stati per alcuni periodi, o sono attualmente, prodotti da lui: tra questi Maurizio Micheli, Maurizio Milani, Lella Costa, Sabina Guzzanti, David Riondino, Bebo Storti, Cochi e Renato, Antonio Cornacchione, Giovanni Cacioppo, Alessandro Haber, Beppe Battiston, Luca Zingaretti, Silvio Orlando, Marina Massironi, Debora Villa, Silvana Fallisi.
Negli ultimi anni, Paolo Guerra ha ripreso i contatti anche con l'ambiente musicale, suo primo interesse agli inizi del suo percorso professionale. Oltre ad aver prodotto, nella stagione 2009/10, lo spettacolo musical-teatrale La canzone di Nanda, (dedicato alla giornalista Fernanda Pivano ed a tutti gli artisti americani ed italiani da lei fatti conoscere al grande pubblico), scritto ed interpretato dal musicista, attore e scrittore Giulio Casale, il personaggio emergente con cui Guerra sta collaborando attualmente è la giovane cantante, musicista e compositrice Antonella Lo Coco, finalista nella edizione 2011 del popolare talent show X Factor in onda in prima serata su Sky Uno. di cui ha prodotto vari brani. Inoltre, nel periodo 2014-2015 Guerra ha prodotto anche brani del “duo” di cantanti noto come Le Donatella, le gemelle trionfatrici della edizione 2015 de L’isola dei famosi, trasmissione alle cui selezioni Guerra le ha proposte.

## Filmografia

### Produttore cinematografico
- Tre uomini e una gamba, regia di Aldo, Giovanni e Giacomo e Massimo Venier (1997)
- Così è la vita, regia di Aldo, Giovanni e Giacomo e Massimo Venier (1998)
- Chiedimi se sono felice, regia di Aldo, Giovanni e Giacomo e Massimo Venier (2000)
- La leggenda di Al, John e Jack, regia di Aldo, Giovanni e Giacomo e Massimo Venier (2002)
- Tu la conosci Claudia?, regia di Massimo Venier (2004)
- Anplagghed al cinema, regia di Arturo Brachetti e Rinaldo Gaspari (2006)
- Il cosmo sul comò, regia di Marcello Cesena (2008)
- La banda dei Babbi Natale, regia di Paolo Genovese (2010)
- Ci vuole un gran fisico, regia di Sophie Chiarello (2013)
- Ammutta muddica al cinema, regia di Morgan Bertacca (2013)
- Il ricco, il povero e il maggiordomo, regia di Aldo, Giovanni e Giacomo e Morgan Bertacca (2014)
- Fuga da Reuma Park, regia di Aldo, Giovanni e Giacomo e Morgan Bertacca (2016)
- Riccardo va all'inferno, regia di Roberta Torre (2017)
- Scappo a casa, regia di Enrico Lando (2019)
- Odio l'estate, regia di Massimo Venier (2020)